# SC Cambuur in het seizoen 2014/15
In het seizoen 2014/2015 komt SC Cambuur uit in de Nederlandse Eredivisie en de KNVB Beker.

## Selectie
| Nr.           | Naam                     | Nationaliteit | Vorige club               |
| ------------- | ------------------------ | ------------- | ------------------------- |
| Keepers       |                          |               |                           |
| 22            | Leonard Nienhuis         | Nederland     | SC Veendam                |
| 26            | Harm Zeinstra            | Nederland     | FC Emmen                  |
| 28            | Jurjan Wouda             | Nederland     | RKC Waalwijk              |
| Verdedigers   |                          |               |                           |
| 2             | Wout Droste              | Nederland     | Go Ahead Eagles           |
| 3             | Etiënne Reijnen          | Nederland     | AZ                        |
| 4             | Vytautas Andriuškevičius | Litouwen      | Djurgardens IF            |
| 5             | Marlon Pereira           | Nederland     | Botev Plovdiv             |
| 15            | Mart Dijkstra            | Nederland     | Harkemase Boys (amateurs) |
| 17            | Lucas Bijker             | Nederland     | eigen jeugd               |
| 23            | Ron Janzen               | Nederland     | FC Groningen              |
| 30            | Calvin Mac-Intosch       | Nederland     | Telstar                   |
| 31            | Donovan Slijngard        | Nederland     | Sparta Rotterdam          |
| Middenvelders |                          |               |                           |
| 6             | Erik Bakker              | Nederland     | FC Zwolle                 |
| 11            | Albert Rusnák            | Slowakije     | Manchester City FC        |
| 20            | Sander van de Streek     | Nederland     | SBV Vitesse               |
| 21            | Mohamed El Makrini       | Nederland     | FC Den Bosch              |
| 24            | Sebastian Steblecki      | Polen         | Cracovia Kraków           |
| 25            | Berend Schootstra        | Nederland     | SC Heerenveen             |
| Aanvallers    |                          |               |                           |
| 7             | Furdjel Narsingh         | Nederland     | PEC Zwolle                |
| 8             | Daniël de Ridder         | Nederland     | RKC Waalwijk              |
| 9             | Martijn Barto            | Nederland     | Harkemase Boys (amateurs) |
| 10            | Dejan Meleg              | Servië        | Jong Ajax                 |
| 12            | Michiel Hemmen           | Nederland     | KVC Westerlo              |
| 18            | Bartholomew Ogbeche      | Nigeria       | Xerez CD                  |
| 19            | Damiano Schet            | Nederland     | AEK Larnaca               |
| 27            | Bob Schepers             | Nederland     | FC Utrecht                |

### Aangetrokken
| Nat. | Naam                     | Van                | Type         | Bijzonderheden |
| ---- | ------------------------ | ------------------ | ------------ | -------------- |
| SLW  | Albert Rusnák            | Manchester City FC | Aanvaller    | Gehuurd        |
| SER  | Dejan Meleg              | AFC Ajax           | Middenvelder | Gehuurd        |
| NED  | Etiënne Reijnen          | AZ                 | Verdediger   |                |
| NED  | Ron Janzen               | FC Groningen       | Verdediger   | Gehuurd        |
| NED  | Furdjel Narsingh         | PEC Zwolle         | Aanvaller    |                |
| NED  | Daniël de Ridder         | RKC Waalwijk       | Aanvaller    |                |
| NED  | Jurjan Wouda             | RKC Waalwijk       | Doelman      |                |
| NED  | Sander van de Streek     | SBV Vitesse        | Middenvelder |                |
| NED  | Calvin Mac-Intosch       | Telstar            | Verdediger   |                |
| LIT  | Vytautas Andriuškevičius | Djurgårdens IF     | Verdediger   |                |
| POL  | Sebastian Steblecki      | Cracovia Kraków    | Middenvelder |                |
| NED  | Donovan Slijngard        | Sparta Rotterdam   | Verdediger   |                |
| NED  | Damiano Schet            | AEK Larnaca        | Aanvaller    |                |

### Vertrokken
| Nat. | Naam                 | Naar                      | Bijzonderheden |
| ---- | -------------------- | ------------------------- | -------------- |
| NED  | Bart van Brakel      | Gestopt                   |                |
| NED  | Robert van Boxel     | Sparta Rotterdam          | Einde huur     |
| ANG  | Alexander Christovão | Recreativo do Libolo      |                |
| NED  | Tim Coremans         | ADO Den Haag              |                |
| DEN  | Oliver Feldballe     | Sarpsborg 08 FF           |                |
| NED  | Jeremy de Graaf      | SV Spakenburg (amateurs)  |                |
| NED  | Martijn van der Laan | FC Groningen              |                |
| NED  | Ramon Leeuwin        | FC Utrecht                |                |
| NED  | Jody Lukoki          | AFC Ajax                  | Einde huur     |
| NED  | Elvis Manu           | Feyenoord                 | Einde huur     |
| OOS  | Marcel Ritzmaier     | PSV                       | Einde huur     |
| NED  | Paco van Moorsel     | FC Groningen              | Einde huur     |
| NED  | Johnny de Vries      | WKE (amateurs)            |                |
| NED  | Oebele Schokker      | Harkemase Boys (amateurs) | Wintertransfer |

## Uitslagen/Programma Eredivisie

### Thuiswedstrijden SC Cambuur
| Tegenstander    | SR. | Datum     | Uitslag |
| --------------- | --- | --------- | ------- |
| ADO Den Haag    | 4   | 30 aug 14 | 3 - 2   |
| Ajax            | 12  | 09 nov 14 | 2 - 4   |
| AZ              | 14  | 29 nov 14 | 0 - 2   |
| FC Dordrecht    | 8   | 04 okt 14 | 4 - 1   |
| Excelsior       | 31  | 17 apr 15 | 1 - 1   |
| Feyenoord       | 10  | 26 okt 14 | 0 - 1   |
| Go Ahead Eagles | 29  | 05 apr 15 | 1 - 0   |
| FC Groningen    | 5   | 14 sep 14 | 3 - 0   |
| SC Heerenveen   | 23  | 15 feb 15 | 2 - 1   |
| Heracles Almelo | 25  | 28 feb 15 | 1 - 0   |
| NAC Breda       | 15  | 06 dec 14 | 0 - 1   |
| PEC Zwolle      | 17  | 20 dec 14 | 2 - 1   |
| PSV             | 19  | 24 jan 15 | 1 - 2   |
| FC Twente       | 1   | 09 aug 14 | 1 - 1   |
| FC Utrecht      | 27  | 14 maa 15 | 3 - 1   |
| Vitesse         | 21  | 04 feb 15 | 0 - 2   |
| Willem II       | 34  | 17 mei 15 | 1 - 2   |

### Uitwedstrijden SC Cambuur
| Tegenstander    | SR. | Datum     | Uitslag |
| --------------- | --- | --------- | ------- |
| ADO Den Haag    | 18  | 17 jan 15 | 2 - 2   |
| Ajax            | 33  | 10 mei 15 | 3 - 0   |
| AZ              | 28  | 21 maa 15 | 2 - 1   |
| FC Dordrecht    | 32  | 26 apr 15 | 0 - 0   |
| Excelsior       | 7   | 28 sep 14 | 1 - 1   |
| Feyenoord       | 22  | 08 feb 15 | 2 - 1   |
| Go Ahead Eagles | 16  | 13 dec 14 | 1 - 2   |
| FC Groningen    | 30  | 12 apr 15 | 3 - 2   |
| SC Heerenveen   | 9   | 19 okt 14 | 2 - 2   |
| Heracles Almelo | 3   | 22 aug 14 | 0 - 1   |
| NAC Breda       | 24  | 20 feb 15 | 2 - 1   |
| PEC Zwolle      | 26  | 07 maa 15 | 6 - 1   |
| PSV             | 6   | 21 sep 14 | 4 - 0   |
| FC Twente       | 20  | 31 jan 15 | 2 - 1   |
| FC Utrecht      | 13  | 23 nov 14 | 1 - 3   |
| Vitesse         | 2   | 16 aug 14 | 2 - 2   |
| Willem II       | 11  | 02 nov 14 | 1 - 1   |

## Wedstrijdverslagen

### Vriendschappelijk 2014/15
|                                                                                     |                                                   |        | |  |
| Vrijdag 4 juli 2014, 19.00 uur                                                      | VV DTD                                            | 0 - 15 | SC Cambuur |  |
| Martenawei, Cornjum Vriendschappelijk                                               |                                                   |        | Furdjel Narsingh Oebele Schokker Bartholomew Ogbeche Erik Bakker 2x Oliver Markoutz Schootstra Oliver Feldballe Mart Dijkstra Bob Schepers Sander van de Streek Michiel Hemmen 4× |  |
| Bijzonderheden: - Dit was de eerste officiële oefenwedstrijd van het nieuwe seizoen |                                                   |        | |  |
|                                                                                     |                                                   |        | |  |
| Zaterdag 5 juli 2014, 18.00 uur                                                     | VV ONB                                            | 0 - 9  | SC Cambuur |  |
| De Fennen, Drachten Vriendschappelijk                                               |                                                   |        | Michiel Hemmen 2x Calvin Mac-Intosch Sander van de Streek Bartholomew Ogbeche 4x Oebele Schokker                                                                                  |  |
| Bijzonderheden:                                                                     |                                                   |        | |  |
|                                                                                     |                                                   |        | |  |
| Vrijdag 11 juli 2014, 19.00 uur                                                     | Regioteam                                         | 0 - 7  | SC Cambuur |  |
| Sportpark De Tille, Kootstertille Vriendschappelijk                                 |                                                   |        | Oliver Feldballe Michiel Hemmen 2x Erik Bakker Gianluca Nijholt 2x Oebele Schokker Bartholomew Ogbeche                                                                            |  |
| Bijzonderheden:                                                                     |                                                   |        | |  |
|                                                                                     |                                                   |        | |  |
| Zaterdag 12 juli 2014, 19.00 uur                                                    | FVC                                               | 0 - 8  | SC Cambuur |  |
| Wiardacomplex, Leeuwarden Vriendschappelijk                                         |                                                   |        | Gianluca Nijholt Bartholomew Ogbeche 3x Bob Schepers 2x Erik Bakker Oebele Schokker                                                                                               |  |
| Bijzonderheden:                                                                     |                                                   |        | |  |
|                                                                                     |                                                   |        | |  |
| Woensdag 16 juli 2014, 19.00 uur                                                    | VV Kollum                                         | 1 - 14 | SC Cambuur |  |
| Sportpark Baensein, Kollum Vriendschappelijk                                        | Joop Pijnacker                                    |        | Calvin Mac-Intosch Oliver Feldballe 2x Michiel Hemmen Eigen doelpunt 2x Bartholomew Ogbeche 3x Erik Bakker Mart Dijkstra Albert Ruznák 2x Dejan Meleg                             |  |
| Bijzonderheden:                                                                     |                                                   |        | |  |
|                                                                                     |                                                   |        | |  |
| Zaterdag 19 juli 2014, 16.00 uur                                                    | BV De Graafschap                                  | 2 - 5  | SC Cambuur |  |
| Stadion De Vijverberg, Doetinchem Vriendschappelijk                                 | Dean Koolhof 2x                                   |        | Michiel Hemmen 2x Etiënne Reijnen Oebele Schokker Bartholomew Ogbeche |  |
| Bijzonderheden:                                                                     |                                                   |        | |  |
|                                                                                     |                                                   |        | |  |
| Woensdag 23 juli 2014, 18.00 uur                                                    | Almere City FC                                    | 0 - 1  | SC Cambuur |  |
| SV Wodanseck, Wolfheze Vriendschappelijk                                            |                                                   |        | Michiel Hemmen |  |
| Bijzonderheden:                                                                     |                                                   |        | |  |
|                                                                                     |                                                   |        | |  |
| Zaterdag 26 juli 2014, 17.00 uur                                                    | PAOK Saloniki                                     | 1 - 1  | SC Cambuur |  |
| Oosterbeek Vriendschappelijk                                                        | Stefanos Athanasiadis                             |        | Dejan Meleg |  |
| Bijzonderheden:                                                                     |                                                   |        | |  |
|                                                                                     |                                                   |        | |  |
| Dinsdag 29 juli 2014, 19.00 uur                                                     | SC Cambuur                                        | 2 - 1  | FC Volendam |  |
| Sportpark Schatzenburg, Menaldum Vriendschappelijk                                  | Bob Schepers Bartholomew Ogbeche                  |        | Ludcinio Marengo |  |
| Bijzonderheden:                                                                     |                                                   |        | |  |
|                                                                                     |                                                   |        | |  |
| Zaterdag 2 augustus 2014, 16.30 uur                                                 | SC Cambuur                                        | 4 - 1  | FC Emmen |  |
| Cambuurstadion, Leeuwarden Vriendschappelijk                                        | Bartholomew Ogbeche Michiel Hemmen 2× Dejan Meleg |        | Frank Olijve |  |
| Bijzonderheden: - Dit was de Open dag van SC Cambuur.                               |                                                   |        | |  |
|                                                                                     |                                                   |        | |  |
| Dinsdag 9 september 2014                                                            | SC Cambuur                                        | 1 - 1  | Ajax |  |
| Cambuurstadion, Leeuwarden Vriendschappelijk                                        | Erik Bakker (pen)                                 |        | Queensy Menig |  |
| Bijzonderheden: - Dit was een besloten oefenduel.                                   |                                                   |        | |  |
|                                                                                     |                                                   |        | |  |
| Donderdag 8 januari 2015, 16.00 uur                                                 | Ghana                                             | 1 - 1  | SC Cambuur |  |
| Cartaya Vriendschappelijk                                                           | André Ayew                                        |        | Daniël de Ridder |  |
| Bijzonderheden:                                                                     |                                                   |        | |  |
|                                                                                     |                                                   |        | |  |
| Zondag 11 januari 2015, 13.00 uur                                                   | SC Cambuur                                        | 2 - 2  | BV De Graafschap |  |
| Cambuurstadion, Leeuwarden Vriendschappelijk                                        | Erik Bakker Michiel Hemmen                        |        | Vincent Vermeij 2× |  |
| Bijzonderheden:                                                                     |                                                   |        | |  |

### Eredivisie

#### Speelronde 1 t/m 9 (augustus, september, oktober)
| |                                                                                                 |               | | |
| Speelronde 1 Zaterdag 9 augustus 2014, 19.45 uur | SC Cambuur                                                                                      | 1 - 1 (1 - 0) | FC Twente | : Mohamed El Makrini |
| Cambuurstadion, Leeuwarden toeschouwers: 9.669 Scheidsrechter: Ed Janssen | Albert Rusnák 13'                                                                               |               | '88 Youness Mokhtar | Basisopstelling SC Cambuur: Nienhuis, Droste, Reijnen, Bijker, Pereira, Bakker, Rusnák, El Makrini, Ogbeche, Hemmen, Meleg Toegepaste wissels SC Cambuur: '61 Meleg Schepers '78 Hemmen Dijkstra '90+2 Ogbeche Barto                                 |
| Bijzonderheden: |                                                                                                 |               | | |
| |                                                                                                 |               | | |
| Speelronde 2 Zaterdag 16 augustus 2014, 20.45 uur | Vitesse                                                                                         | 2 - 2 (2 - 1) | SC Cambuur | : Mohamed El Makrini |
| GelreDome, Arnhem toeschouwers: 13.597 Scheidsrechter: Eric Braamhaar | Zakaria Labyad 20' Zakaria Labyad (pen) 37' Davy Pröpper 53' Piet Velthuizen 90'                |               | '10 Michiel Hemmen '89 Bartholomew Ogbeche '4 Bartholomew Ogbeche '65 Lucas Bijker                                          | Basisopstelling SC Cambuur: Nienhuis, Droste, Reijnen, Bijker, Andriuškevičius, Bakker, Rusnák, El Makrini, Meleg, Hemmen, Ogbeche Toegepaste wissels SC Cambuur: '56 Meleg Schepers '64 Bakker Barto '81 Rusnák Dijkstra                            |
| Bijzonderheden: |                                                                                                 |               | | |
| |                                                                                                 |               | | |
| Speelronde 3 Vrijdag 22 augustus 2014, 20.00 uur | Heracles Almelo                                                                                 | 0 - 1 (0 - 0) | SC Cambuur | : Mohamed El Makrini |
| Polmanstadion, Almelo toeschouwers: 8.203 Scheidsrechter: Tom van Sichem | Oussama Tannane 27' Fahd Aktaou 34' Mark-Jan Fledderus 49' Oussama Tannane 67'                  |               | '90+2 Michiel Hemmen '22 Lucas Bijker '51 Wout Droste '63 Vytautas Andriuškevičius '71 Mohamed El Makrini '89 Albert Rusnák | Basisopstelling SC Cambuur: Nienhuis, Droste, Reijnen, Bijker, Andriuškevičius, Bakker, Van de Streek, El Makrini, Rusnák, Hemmen, Ogbeche Toegepaste wissels SC Cambuur: '53 Droste Pereira '64 Van de Streek Barto '78 Bakker Meleg                |
| Bijzonderheden: |                                                                                                 |               | | |
| |                                                                                                 |               | | |
| Speelronde 4 Zaterdag 30 augustus 2014, 18.30 uur | SC Cambuur                                                                                      | 3 - 2 (1 - 0) | ADO Den Haag | : Mohamed El Makrini |
| Cambuurstation, Leeuwarden toeschouwers: 9.279 Scheidsrechter: Martin van den Kerkhof | Erik Bakker 40' Erik Bakker (pen) 67' Michiel Hemmen 80'                                        |               | '53 Michiel Kramer '55 Xander Houtkoop                                                                                      | Basisopstelling SC Cambuur: Nienhuis, Pereira, Reijnen, Bijker, Andriuškevičius, Bakker, Rusnák, El Makrini, Ogbeche, Hemmen, Meleg Toegepaste wissels SC Cambuur: '46 Andriuškevičius Dijkstra '59 Meleg Schepers '84 Hemmen Barto                  |
| Bijzonderheden: |                                                                                                 |               | | |
| |                                                                                                 |               | | |
| Speelronde 5 Zondag 14 september 2014, 14.30 uur | SC Cambuur                                                                                      | 3 - 0 (0 - 0) | FC Groningen | : Mohamed El Makrini |
| Cambuurstadion, Leeuwarden toeschouwers: 9.600 />Scheidsrechter: Björn Kuipers | Albert Rusnák 52' Bartholomew Ogbeche 74' Sander van de Streek 80' Vytautas Andriuškevičius 78' |               | '56 Tom Hiariej '56 Maikel Kieftenbeld '57 Jarchinio Antonia '57 Rasmus Lindgren '62 Rasmus Lindgren                        | Basisopstelling SC Cambuur: Nienhuis, Pereira, Reijnen, Bijker, Andriuškevičius, El Makrini, Bakker, Rusnák, Ogbeche, Barto, De Ridder Toegepaste wissels SC Cambuur: '67 Rusnák Narsingh '75 De Ridder Van de Streek '84 Barto Meleg                |
| Bijzonderheden: |                                                                                                 |               | | |
| |                                                                                                 |               | | |
| Speelronde 6 Zondag 21 september 2014, 14.30 uur | PSV                                                                                             | 4 - 0 (2 - 0) | SC Cambuur | : Mohamed El Makrini |
| Philips Stadion, Eindhoven toeschouwers: 30.200 Scheidsrechter: Reinold Wiedemeijer | Luuk de Jong 21' Jetro Willems 37' Jeffrey Bruma 78' Adam Maher 80' Jetro Willems 13'           |               | '21 Lucas Bijker '41 Lucas Bijker                                                                                           | Basisopstelling SC Cambuur: Nienhuis, Pereira, Reijnen, Bijker, Andriuškevičius, El Makrini, Bakker, Rusnák, Ogbeche, Hemmen, De Ridder Toegepaste wissels SC Cambuur: '45 De Ridder Mac Intosh '46 Hemmen Narsingh '62 Ogbeche Barto                |
| Bijzonderheden: |                                                                                                 |               | | |
| |                                                                                                 |               | | |
| Speelronde 7 Zondag 28 september 2014, 12.30 uur | Excelsior                                                                                       | 1 - 1 (1 - 0) | SC Cambuur | : Mohamed El Makrini |
| Stadion Woudestein, Rotterdam toeschouwers: 3.227 Scheidsrechter: Dennis Higler | Tom van Weert 22'                                                                               |               | '62 Bartholomew Ogbeche | Basisopstelling SC Cambuur: Nienhuis, Pereira, Reijnen, Slijngard, Andriuškevičius, El Makrini, Bakker, Rusnák, Ogbeche, Barto, De Ridder Toegepaste wissels SC Cambuur: '46 Bakker Van de Streek '46 De Ridder Narsingh '78 Barto Hemmen            |
| Bijzonderheden: - Het was voor het eerst dat deze wedstrijd in de Eredivisie werd gespeeld. |                                                                                                 |               | | |
| |                                                                                                 |               | | |
| Speelronde 8 Zaterdag 4 oktober 2014, 19.45 uur | SC Cambuur                                                                                      | 4 - 1 (2 - 0) | FC Dordrecht | : Mohamed El Makrini |
| Cambuurstadion, Leeuwarden toeschouwers: 9.641 Scheidsrechter: Pol van Boekel | Daniël de Ridder 1' Bartholomew Ogbeche 6' Bartholomew Ogbeche 53' Sander van de Streek 57'     |               | '85 Rihairo Meulens | Basisopstelling SC Cambuur: Nienhuis, Pereira, Reijnen, Bijker, Andriuškevičius, Van der Streek, El Makrini, Rusnák, De Ridder, Ogbeche, Narsingh Toegepaste wissels SC Cambuur: '60 Narsingh Schet '76 Rusnák Steblecki '83 De Ridder Bakker        |
| Bijzonderheden: |                                                                                                 |               | | |
| |                                                                                                 |               | | |
| Speelronde 9 Zondag 19 oktober 2014, 12.30 uur | SC Heerenveen                                                                                   | 2 - 2 (1 - 0) | SC Cambuur | : Mohamed El Makrini |
| Abe Lenstra Stadion, Heerenveen toeschouwers: 26.100 Scheidsrechter: Richard Liesveld | Mark Uth 1' Marlon Pereira (e.d.) 49' Joey van den Berg 56' Marten de Roon 70'                  |               | '55 Bartholomew Ogbeche '67 Etiënne Reijnen '1 Leonard Nienhuis '85 Bartholomew Ogbeche '90 Etiënne Reijnen                 | Basisopstelling SC Cambuur: Nienhuis, Pereira, Reijnen, Bijker, Andriuškevičius, Van der Streek, El Makrini, Rusnák, De Ridder, Ogbeche, Narsingh Toegepaste wissels SC Cambuur: '57 Pereira Mac Intosh '60 Van der Streek Barto '73 De Ridder Meleg |
| Bijzonderheden: - De strafschop werd al na 9 seconden gegeven. Het was hiermee de snelste gegeven strafschop ooit in de Eredivisie. - De gele kaart die hierbij hoorde werd na 10 seconden gegeven aan Leonard Nienhuis (SC Cambuur). |                                                                                                 |               | | |

#### Speelronde 10 t/m 17 (oktober, november, december)
| |                                                                                               |               | | |
| Speelronde 10 Zondag 26 oktober 2014, 12.30 uur                                                                                                 | SC Cambuur                                                                                    | 0 - 1 (0 - 1) | Feyenoord | : Mohamed El Makrini |
| Cambuurstadion, Leeuwarden toeschouwers: 10.000 Scheidsrechter: Eric Braamhaar                                                                  | Bartholomew Ogbeche 42' Etiënne Reijnen 90+1'                                                 |               | '37 Jens Toornstra '28 Miquel Nelom '33 Colin Kazim-Richards                                                                                              | Basisopstelling SC Cambuur: Nienhuis, Pereira, Reijnen, Bijker, Andriuškevičius, Van der Streek, El Makrini, Rusnák, Narsingh, Ogbeche, Meleg Toegepaste wissels SC Cambuur: '10 Meleg Barto '61 Van der Streek Schepers '78 Pereira Bakker          |
| Bijzonderheden: |                                                                                               |               | | |
| |                                                                                               |               | | |
| Speelronde 11 Zondag 2 november 2014, 14.30 uur                                                                                                 | Willem II                                                                                     | 1 - 1 (0 - 0) | SC Cambuur | : Mohamed El Makrini |
| Koning Willem II-stadion, Tilburg toeschouwers: 11.095 Scheidsrechter: Jeroen Sanders                                                           | Samuel Armenteros 90+1'                                                                       |               | '73 Albert Rusnák '45+1 Daniël de Ridder | Basisopstelling SC Cambuur: Nienhuis, Droste, Reijnen, Bijker, Andriuškevičius, Van der Streek, El Makrini, Rusnák, Narsingh, Ogbeche, De Ridder Toegepaste wissels SC Cambuur: '69 Ogbeche Hemmen '83 Rusnák Bakker '90+3 Narsingh Mac Intosh       |
| Bijzonderheden: |                                                                                               |               | | |
| |                                                                                               |               | | |
| Speelronde 12 Zondag 9 november 2014, 12.30 uur                                                                                                 | SC Cambuur                                                                                    | 2 - 4 (1 - 2) | Ajax | : Mohamed El Makrini |
| Cambuurstadion, Leeuwarden toeschouwers: 10.000 Scheidsrechter: Danny Makkelie                                                                  | Sebastian Steblecki 2' Bartholomew Ogbeche (pen) 90+4' Bartholomew Ogbeche 42'                |               | '19 Arkadiusz Milik '23 Davy Klaassen '60 Arkadiusz Milik '78 Anwar El Ghazi                                                                              | Basisopstelling SC Cambuur: Nienhuis, Droste, Reijnen, Bijker, Andriuškevičius, Van der Streek, El Makrini, Rusnák, Narsingh, Ogbeche, Steblecki Toegepaste wissels SC Cambuur: '46 El Makrini Barto '59 Steblecki Hemmen '71 Droste Mac Intosh      |
| Bijzonderheden: - Scheidsrechter Danny Makkelie liep een blessure op en moest in de 86e minuut vervangen worden door de 4e official Edwin Boot. |                                                                                               |               | | |
| |                                                                                               |               | | |
| Speelronde 13 Zondag 23 november 2014, 16.45 uur                                                                                                | FC Utrecht                                                                                    | 1 - 3 (1 - 1) | SC Cambuur | : Mohamed El Makrini |
| De Galgenwaard, Utrecht toeschouwers: 15.355 Scheidsrechter: Richard Liesveld                                                                   | Ruud Boymans (pen) 24' Christian Kum 88'                                                      |               | '39 Martijn Barto '82 Bartholomew Ogbeche '89 Dejan Meleg '23 Vytautas Andriuškevičius '53 Mohamed El Makrini '58 Bartholomew Ogbeche '84 Etiënne Reijnen | Basisopstelling SC Cambuur: Nienhuis, Mac Intosh, Reijnen, Dijkstra, Andriuškevičius, Van der Streek, El Makrini, Rusnák, Narsingh, Ogbeche, Barto Toegepaste wissels SC Cambuur: '79 Dijkstra Pereira '85 Narsingh Meleg                            |
| Bijzonderheden: - Ruud Boymans van FC Utrecht miste in de 36e minuut een strafschop.                                                            |                                                                                               |               | | |
| |                                                                                               |               | | |
| Speelronde 14 Zaterdag 29 november 2014, 20.45 uur                                                                                              | SC Cambuur                                                                                    | 0 - 2 (0 - 1) | AZ | : Mohamed El Makrini |
| Cambuurstadion, Leeuwarden toeschouwers: 9.843 Scheidsrechter: Dennis Higler                                                                    |                                                                                               |               | '39 Nemanja Gudelj (pen) '55 Nemanja Gudelj | Basisopstelling SC Cambuur: Nienhuis, Mac Intosh, Reijnen, Bijker, Andriuškevičius, Van der Streek, El Makrini, Rusnák, Meleg, Hemmen, Barto Toegepaste wissels SC Cambuur: '46 Andriuškevičius Dijkstra '61 Meleg Schepers '75 Mac Intosh Steblecki |
| Bijzonderheden: |                                                                                               |               | | |
| |                                                                                               |               | | |
| Speelronde 15 Zaterdag 6 december 2014, 19.45 uur                                                                                               | SC Cambuur                                                                                    | 0 - 1 (0 - 1) | NAC Breda | : Mohamed El Makrini |
| Cambuurstadion, Leeuwarden toeschouwers: 9.523 Scheidsrechter: Siemen Mulder                                                                    | Bartholomew Ogbeche 30'                                                                       |               | '27 Erik Falkenburg '74 Joeri de Kamps | Basisopstelling SC Cambuur: Nienhuis, Mac Intosh, Reijnen, Bijker, Andriuškevičius, Van der Streek, El Makrini, Rusnák, Schet, Ogbeche, Barto Toegepaste wissels SC Cambuur: '59 Bijker Droste '77 El Makrini Bakker '81 Andriuškevičius Schepers    |
| Bijzonderheden: |                                                                                               |               | | |
| |                                                                                               |               | | |
| Speelronde 16 Zaterdag 13 december 2014, 20.45 uur                                                                                              | Go Ahead Eagles                                                                               | 1 - 2 (0 - 1) | SC Cambuur | : Mohamed El Makrini |
| De Adelaarshorst, Deventer toeschouwers: 7.837 Scheidsrechter: Jochem Kamphuis                                                                  | Deniz Türüç 90+4' Giliano Wijnaldum 59'                                                       |               | '27 Martijn Barto '73 Albert Rusnák | Basisopstelling SC Cambuur: Nienhuis, Droste, Reijnen, Mac Intosh, Bijker, Bakker, Barto, El Makrini, Schet, Ogbeche, Rusnák Toegepaste wissels SC Cambuur: '39 Nienhuis Zeinstra '60 Schet Van de Streek                                            |
| Bijzonderheden: |                                                                                               |               | | |
| |                                                                                               |               | | |
| Speelronde 17 Zaterdag 20 december 2014, 18.30 uur                                                                                              | SC Cambuur                                                                                    | 2 - 1 (0 - 1) | PEC Zwolle | : Mohamed El Makrini |
| Cambuurstadion, Leeuwarden toeschouwers: 9.834 Scheidsrechter: Martin van den Kerkhof                                                           | Sander van de Streek 57' Erik Bakker (pen) 89' Vytautas Andriuškevičius 77' Albert Rusnák 80' |               | '19 Thomas Lam '37 Thomas Lam '73 Tomáš Necid '88 Warner Hahn '90+2 Bram van Polen                                                                        | Basisopstelling SC Cambuur: Nienhuis, Droste, Reijnen, Mac Intosh, Andriuškevičius, Van de Streek, El Makrini, Bakker, Narsingh, Barto, Rusnák Toegepaste wissels SC Cambuur: '81 Andriuškevičius Pereira                                            |
| Bijzonderheden: |                                                                                               |               | | |

#### Speelronde 18 t/m 26 (januari, februari, maart)
|                                                                                  | |               |                                                                                  | |
| Speelronde 18 Zaterdag 17 januari 2015, 19.45 uur                                | ADO Den Haag | 2 - 2 (2 - 1) | SC Cambuur                                                                       | : Mohamed El Makrini |
| Kyocera Stadion, Den Haag toeschouwers: 10.021 Scheidsrechter: Dennis Higler     | Mike van Duinen 1' Roland Alberg 38' Mitchell Schet 74'                                                                               |               | '36 Bartholomew Ogbeche '78 Bartholomew Ogbeche                                  | Basisopstelling SC Cambuur: Nienhuis, Pereira, Reijnen, Mac Intosh, Bijker, Bakker, Barto, El Makrini, Van de Streek, Ogbeche, De Ridder Toegepaste wissels SC Cambuur: '46 Barto Narsingh '64 De Ridder Bytyqi '89 Van de Streek Steblecki               |
| Bijzonderheden:                                                                  | |               |                                                                                  | |
|                                                                                  | |               |                                                                                  | |
| Speelronde 19 Zondag 24 januari 2015, 18.30 uur                                  | SC Cambuur | 1 - 2 (0 - 1) | PSV                                                                              | : Mohamed El Makrini |
| Cambuurstadion, Leeuwarden toeschouwers: 9.911 Scheidsrechter: Pol van Boekel    | Daniël de Ridder 90+2' Mohamed El Makrini 20' Calvin Mac Intosh 24'                                                                   |               | '39 Georginio Wijnaldum '74 Memphis Depay '17 Karim Rekik '60 Jetro Willems      | Basisopstelling SC Cambuur: Nienhuis, Pereira, Reijnen, Mac Intosh, Bijker, El Makrini, Bakker, Van de Streek, Narsingh, Ogbeche, Bytyqi Toegepaste wissels SC Cambuur: '59 Bytyqi De Ridder '63 El Makrini Barto                                         |
| Bijzonderheden:                                                                  | |               |                                                                                  | |
|                                                                                  | |               |                                                                                  | |
| Speelronde 20 Vrijdag 31 januari 2015, 20.45 uur                                 | FC Twente | 2 - 1 (0 - 0) | SC Cambuur                                                                       | : Mohamed El Makrini |
| De Grolsch Veste, Enschede toeschouwers: 28.100 Scheidsrechter: Richard Liesveld | Renato Tapia 57' Kyle Ebecilio 90+3' Kamohelo Mokotjo 53'                                                                             |               | '73 Martijn Barto '30 Etiënne Reijnen                                            | Basisopstelling SC Cambuur: Nienhuis, Pereira, Reijnen, Mac Intosh, Bijker, El Makrini, Van de Streek, Bytyqi, Rosheuvel, Ogbeche, De Ridder Toegepaste wissels SC Cambuur: '59 De Ridder Barto '66 Mac Intosh Andriuškevičius '78 Rosheuvel Meleg        |
| Bijzonderheden:                                                                  | |               |                                                                                  | |
|                                                                                  | |               |                                                                                  | |
| Speelronde 21 Woensdag 4 februari 2015, 20.45 uur                                | SC Cambuur | 0 - 2 (0 - 1) | Vitesse                                                                          | : Mohamed El Makrini |
| Cambuurstadion, Leeuwarden toeschouwers: 9.373 Scheidsrechter: Jochem Kamphuis   | Etiënne Reijnen 47' Bartholomew Ogbeche 72'                                                                                           |               | '34 Valeri Qazaishvili '56 Denys Oliynyk                                         | Basisopstelling SC Cambuur: Nienhuis, Pereira, Reijnen, Mac Intosh, Andriuškevičius, Barto, El Makrini, Bytyqi, Rosheuvel, Ogbeche, De Ridder Toegepaste wissels SC Cambuur: '46 De Ridder Van de Streek '46 Pereira Bijker '68 Andriuškevičius Steblecki |
| Bijzonderheden:                                                                  | |               |                                                                                  | |
|                                                                                  | |               |                                                                                  | |
| Speelronde 22 Zondag 8 februari 2015, 12.30 uur                                  | Feyenoord | 2 - 1 (1 - 0) | SC Cambuur                                                                       | : Mohamed El Makrini |
| Stadion De Kuip, Rotterdam toeschouwers:45.000 Scheidsrechter: Kevin Blom        | Karim El Ahmadi 43' Colin Kazim-Richards 47' Karim El Ahmadi 44' Sven van Beek 90+2'                                                  |               | '62 Martijn Barto '24 Mikhail Rosheuvel '45 Lucas Bijker '57 Bartholomew Ogbeche | Basisopstelling SC Cambuur: Nienhuis, Droste, Mac-Intosh, Andriuškevičius, Bijker, Bakker, El Makrini, Van der Streek, Rosheuvel, Ogbeche, De Ridder Toegepaste wissels SC Cambuur: '61 De Ridder Bytyqi '61 Rosheuvel Barto '81 Droste Steblecki         |
| Bijzonderheden:                                                                  | |               |                                                                                  | |
|                                                                                  | |               |                                                                                  | |
| Speelronde 23 Zondag 15 februari 2015, 12.30 uur                                 | SC Cambuur | 2 - 1 (2 - 1) | SC Heerenveen                                                                    | : Mohamed El Makrini |
| Cambuurstadion, Leeuwarden toeschouwers: 10.000 Scheidsrechter: Björn Kuipers    | Sander van de Streek 1' Sander van de Streek 8' Mohamed El Makrini 15' Sander van de Streek 79'                                       |               | '7 Luciano Slagveer '45 Marten de Roon '51 Kenneth Otigba '79 Joey van den Berg  | Basisopstelling SC Cambuur: Nienhuis, Reijnen, Droste, Andriuškevičius, Bijker, El Makrini, Bakker, Van de Streek, Narsingh, Rosheuvel, Barto. Toegepaste wissels SC Cambuur: '73 Bakker Bytyqi '81 El Makrini Dijkstra '86 Rosheuvel Hemmen              |
| Bijzonderheden:                                                                  | |               |                                                                                  | |
|                                                                                  | |               |                                                                                  | |
| Speelronde 24 Vrijdag 20 februari 2015, 20.00 uur                                | NAC Breda | 2 - 1 (0 - 0) | SC Cambuur                                                                       | : Etiënne Reijnen |
| Rat Verlegh Stadion, Breda toeschouwers: 17.100 Scheidsrechter: Ed Janssen       | Adnane Tighadouini 64' Adnane Tighadouini 87' Kenny van der Weg 43' Joeri de Kamps 55'                                                |               | '90+2 Bartholomew Ogbeche                                                        | Basisopstelling SC Cambuur: Nienhuis, Droste, Reijnen, Bijker, Andriuškevičius, Bakker, Barto, Van de Streek, Rosheuvel, Ogbeche, Narsingh Toegepaste wissels SC Cambuur: '57 Rosheuvel Bytyqi '74 Van de Streek Hemmen '82 Droste De Ridder              |
| Bijzonderheden:                                                                  | |               |                                                                                  | |
|                                                                                  | |               |                                                                                  | |
| Speelronde 25 Zaterdag 28 februari 2015, 20.45 uur                               | SC Cambuur | 1 - 0 (1 - 0) | Heracles Almelo                                                                  | : Mohamed El Makrini |
| Cambuurstadion, Leeuwarden toeschouwers: 9.520 Scheidsrechter: Dennis Higler     | Sander van de Streek 19' Vytautas Andriuškevičius 74' Martijn Barto 90+2'                                                             |               | '27 Thomas Bruns                                                                 | Basisopstelling SC Cambuur: Nienhuis, Droste, Reijnen, Bijker, Andriuškevičius, Bakker, El Makrini, Van de Streek, Narsingh, Ogbeche, Bytyqi Toegepaste wissels SC Cambuur: '23 Bytyqi Dijkstra '25 El Makrini De Ridder '75 Narsingh Barto               |
| Bijzonderheden:                                                                  | |               |                                                                                  | |
|                                                                                  | |               |                                                                                  | |
| Speelronde 26 Zaterdag 7 maart 2015, 20.45 uur                                   | PEC Zwolle | 6 - 1 (2 - 0) | SC Cambuur                                                                       | : Mohamed El Makrini |
| IJsseldeltastadion, Zwolle toeschouwers: 12.450 Scheidsrechter: Bas Nijhuis      | Jesper Drost 30' Maikel van der Werff 35' Ryan Thomas 63' Stef Nijland (pen) 71' Stef Nijland 80' Stef Nijland 89' Bram van Polen 58' |               | '76 Mikhail Rosheuvel '80 Etiënne Reijnen '80 Erik Bakker                        | Basisopstelling SC Cambuur: Nienhuis, Pereira, Reijnen, Mac Intosh, Bijker, Bakker, El Makrini, Van de Streek, Narsingh, Barto, De Ridder Toegepaste wissels SC Cambuur: '60 Mac Intosh Slijngard '66 De Ridder Rosheuvel '71 Narsingh Ogbeche            |
| Bijzonderheden:                                                                  | |               |                                                                                  | |

#### Speelronde 27 t/m 34 (maart, april, mei)
|                                                                                                 | |               | | |
| Speelronde 27 Zaterdag 14 maart 2015, 19.45 uur                                                 | SC Cambuur | 3 - 1 (2 - 1) | FC Utrecht | : Mohamed El Makrini |
| Cambuurstadion, Leeuwarden toeschouwers: 9.685 Scheidsrechter: Kevin Blom                       | Erik Bakker (pen) 18' Sander van de Streek 27' Mikhail Rosheuvel 90+5' Sander van de Streek 21' Lucas Bijker 90+1' |               | '26 Édouard Duplan '13 Sébastien Haller '14 Danny Verbeek '17 Mark Diemers '60 Yassin Ayoub '90+4 Mark van der Maarel | Basisopstelling SC Cambuur: Nienhuis, Pereira, Reijnen, Bijker, Andriuškevičius, Bakker, El Makrini, Van de Streek, Narsingh, Ogbeche, De Ridder Toegepaste wissels SC Cambuur: '61 Pereira Dijkstra '68 De Ridder Rosheuvel                                   |
| Bijzonderheden:                                                                                 | |               | | |
|                                                                                                 | |               | | |
| Speelronde 28 Zaterdag 21 maart 2015, 20.45 uur                                                 | AZ | 2 - 1 (1 - 0) | SC Cambuur | : Mohamed El Makrini |
| AFAS Stadion, Alkmaar toeschouwers: 15.636 Scheidsrechter: Jochem Kamphuis                      | Nemanja Gudelj (pen) 11' Markus Henriksen 90+1' Thom Haye 45' Markus Henriksen 90+1'                               |               | '62 Bartholomew Ogbeche                                                                                               | Basisopstelling SC Cambuur: Nienhuis, Droste, Reijnen, Bijker, Andriuškevičius, Bakker, El Makrini, De Ridder, Narsingh, Ogbeche, Rosheuvel Toegepaste wissels SC Cambuur: '51 Nienhuis Zeinstra '63 Droste Dijkstra                                           |
| Bijzonderheden:                                                                                 | |               | | |
|                                                                                                 | |               | | |
| Speelronde 29 Zaterdag 5 april 2015, 16.45 uur                                                  | SC Cambuur | 1 - 0 (0 - 0) | Go Ahead Eagles | : Mohamed El Makrini |
| Cambuurstadion, Leeuwarden toeschouwers: 9.617 Scheidsrechter: Ed Janssen                       | Sebastian Steblecki 83' Mikhail Rosheuvel 20'                                                                      |               | '43 Sander Duits '81 Xandro Schenk                                                                                    | Basisopstelling SC Cambuur: Nienhuis, Droste, Reijnen, Dijkstra, Bijker, Bakker, Van der Streek, El Makrini, Narsingh, Ogbeche, Rosheuvel Toegepaste wissels SC Cambuur: '64 Bakker Steblecki '78 Dijkstra Mac Intosh '81 Rosheuvel Barto                      |
| Bijzonderheden:                                                                                 | |               | | |
|                                                                                                 | |               | | |
| Speelronde 30 Zondag 12 april 2015, 14.30 uur                                                   | FC Groningen | 3 - 2 (1 - 2) | SC Cambuur | : Mohamed El Makrini |
| Euroborg, Groningen toeschouwers: 21.821 Scheidsrechter: Richard Liesveld                       | Tjaronn Chery 1' Simon Tibbling 56' Nick van der Velden 82'                                                        |               | '6 Mikhail Rosheuvel '28 Eric Botteghin (e.d.) '66 Mart Dijkstra                                                      | Basisopstelling SC Cambuur: Nienhuis, Droste, Reijnen, Dijkstra, Bijker, Bakker, El Makrini, Van der Streek, Narsingh, Ogbeche, Rosheuvel Toegepaste wissels SC Cambuur: '46 Bakker Mac Intosh '46 Droste De Ridder '80 Dijkstra Pereira                       |
| Bijzonderheden:                                                                                 | |               | | |
|                                                                                                 | |               | | |
| Speelronde 31 Vrijdag 17 april 2015, 20.00 uur                                                  | SC Cambuur | 1 - 1 (0 - 0) | Excelsior | : Mohamed El Makrini |
| Cambuurstadion, Leeuwarden toeschouwers: 9.644 Scheidsrechter: Dennis Higler                    | Bartholomew Ogbeche 90+3' Bartholomew Ogbeche 50'                                                                  |               | '53 Adil Auassar '81 Jeff Stans                                                                                       | Basisopstelling SC Cambuur: Nienhuis, Droste, Reijnen, Bijker, Andriuškevičius, Bakker, El Makrini, Van der Streek, Narsingh, Ogbeche, Rosheuvel Toegepaste wissels SC Cambuur: '56 Rosheuvel De Ridder '67 Droste Steblecki '79 Bakker Barto                  |
| Bijzonderheden:                                                                                 | |               | | |
|                                                                                                 | |               | | |
| Speelronde 32 Zondag 26 april 2015, 12.30 uur                                                   | FC Dordrecht | 0 - 0         | SC Cambuur | : Mohamed El Makrini |
| Riwal Hoogwerkers Stadion, Dordrecht toeschouwers: 3.625 Scheidsrechter: Martin van den Kerkhof | William Troost-Ekong 22'                                                                                           |               | '68 Vytautas Andriuškevičius '71 Etiënne Reijnen                                                                      | Basisopstelling SC Cambuur: Nienhuis, Pereira, Mac Intosh, Reijnen, Andriuškevičius, Van der Streek, El Makrini, Steblecki, Narsingh, Ogbeche, Rosheuvel Toegepaste wissels SC Cambuur: '30 Mac Intosh Bijker '57 Van der Streek Barto '71 Rosheuvel De Ridder |
| Bijzonderheden:                                                                                 | |               | | |
|                                                                                                 | |               | | |
| Speelronde 33 Zondag 10 mei 2015, 14.30 uur                                                     | Ajax | 3 - 0 (0 - 0) | SC Cambuur | : Mohamed El Makrini |
| Amsterdam ArenA, Amsterdam toeschouwers: 51.140 Scheidsrechter: Jochem Kamphuis                 | Viktor Fischer 57' Viktor Fischer 62' Lasse Schöne 83'                                                             |               | '21 Daniël de Ridder '33 Mohamed El Makrini '82 Marlon Pereira                                                        | Basisopstelling SC Cambuur: Nienhuis, Pereira, Reijnen, Bijker, Andriuškevičius, Van der Streek, El Makrini, Steblecki, Rosheuvel, Ogbeche, De Ridder Toegepaste wissels SC Cambuur: '46 Bijker Mac Intosh '69 De Ridder Bakker '79 El Makrini Barto           |
| Bijzonderheden:                                                                                 | |               | | |
|                                                                                                 | |               | | |
| Speelronde 34 Zondag 17 mei 2015, 14.30 uur                                                     | SC Cambuur | 1 - 2 (0 - 1) | Willem II | : Etiënne Reijnen |
| Cambuurstadion, Leeuwarden toeschouwers: 9.925 Scheidsrechter: Ed Janssen                       | Erik Bakker (pen) 85' Erik Bakker 56'                                                                              |               | '36 Ben Sahar '48 Samuel Armenteros (pen) '76 Ben Sahar '86 Robert Braber                                             | Basisopstelling SC Cambuur: Nienhuis, Pereira, Mac Intosh, Reijnen, Andriuškevičius, Van der Streek, Bakker, Steblecki, Narsingh, Ogbeche, De Ridder Toegepaste wissels SC Cambuur: '46 Narsingh Rosheuvel '56 Van der Streek Barto '83 Pereira Hemmen         |
| Bijzonderheden:                                                                                 | |               | | |

## KNVB Beker
|                                                                                         |                                                                     |                                                    | | |
| 2e ronde 24 september 2014, 20.00 uur                                                   | FC Den Bosch                                                        | 0 - 4 (0 - 0)                                      | SC Cambuur *                                                                                        | : Etiënne Reijnen |
| Stadion De Vliert, 's-Hertogenbosch toeschouwers: 2.073 Scheidsrechter: Jochem Kamphuis | Tim Hofstede 50' Erik Quekel 70'                                    |                                                    | '60 Mart Dijkstra '65 Sebastian Steblecki '68 Mart Dijkstra '89 Martijn Barto                       | Basisopstelling SC Cambuur: Zeinstra, Reijnen, Pereira, Dijkstra, Bijker, Van de Streek, Steblecki, Slijngard, Meleg, De Ridder, Barto Toegepaste wissels SC Cambuur: '65 Meleg Narsingh '70 De Ridder Schet '79 Reijnen Mac Intosh      |
| Bijzonderheden:                                                                         |                                                                     |                                                    | | |
|                                                                                         |                                                                     |                                                    | | |
| 3e ronde Woensdag 29 oktober 2014, 20.00 uur                                            | * SC Cambuur                                                        | 2 - 0 (n.v.) na 90 min. (0 - 0) na 45 min. (0 - 0) | SVV Scheveningen (Topklasse)                                                                        | : Mohamed El Makrini |
| Cambuurstadion, Leeuwarden toeschouwers: 6.527 Scheidsrechter: Tom van Sichem           | Bartholomew Ogbeche 105+1' Bob Schepers 120+1' Donovan Slijngard 7' |                                                    | '59 Michael Ros '60 Levi Schwiebbe '90+2 Levi Schwiebbe '94 Wesley Goeman '106 Marvin Nieuwlaat     | Basisopstelling SC Cambuur: Zeinstra, Droste, Reijnen, Bijker, Slijngard, Bakker, El Makrini, Steblecki, Schepers, Ogbeche, Narsingh Toegepaste wissels SC Cambuur: '46 Steblecki Rusnák '60 El Makrini Hemmen '91 Droste Van de Streek  |
| Bijzonderheden:                                                                         |                                                                     |                                                    | | |
|                                                                                         |                                                                     |                                                    | | |
| 1/8 finale Dinsdag 16 december 2014, 20.45 uur                                          | Heracles Almelo                                                     | 0 - 3 (0 - 1)                                      | SC Cambuur *                                                                                        | : Mohamed El Makrini |
| Polman Stadion, Almelo toeschouwers: 3.216 Scheidsrechter: Eric Braamhaar               |                                                                     |                                                    | '14 Mohamed El Makrini '52 Mohamed El Makrini '61 Calvin Mac Intosh '23 Lucas Bijker                | Basisopstelling SC Cambuur: Zeinstra, Bijker, Mac Intosh, Reijnen, Droste, Bakker, El Makrini, Van de Streek, Schet, Barto, Rusnák Toegepaste wissels SC Cambuur: '26 Schet Andriuškevičius '64 Rusnák Narsingh '75 El Makrini Steblecki |
| Bijzonderheden:                                                                         |                                                                     |                                                    | | |
|                                                                                         |                                                                     |                                                    | | |
| Kwartfinale Dinsdag 27 januari 2015, 18.30 uur                                          | SC Cambuur                                                          | 2 - 3 n.v. (2 - 2) na 90 min. (0 - 1) na 45 min.   | PEC Zwolle *                                                                                        | : Mohamed El Makrini |
| Cambuurstadion, Leeuwarden toeschouwers: 9.000 Scheidsrechter: Serdar Gözübüyük         | Furdjel Narsingh 55' Furdjel Narsingh 60'                           |                                                    | '24 Thomas Lam '50 Ryan Thomas '108 Jody Lukoki '113 Maikel van der Werff '120+2 Dimitrios Ferfelis | Basisopstelling SC Cambuur: Zeinstra, Pereira, Mac Intosh, Reijnen, Bijker, El Makrini, Bakker, Van de Streek, Narsingh, Ogbeche, De Ridder Toegepaste wissels SC Cambuur: '56 Bakker Bytyqi '56 De Ridder Rosheuvel '94 Narsingh Barto  |
| Bijzonderheden: - SC Cambuur uitgeschakeld                                              |                                                                     |                                                    | | |

## Statistieken (Eindstand)
| Speler                   | Wed E | Aantal doelpunten Eredivisie | Aantal gele kaarten Eredivisie | Aantal 2× geel Eredivisie | Aantal rode kaarten Eredivisie | Wed B | Aantal doelpunten Beker | Aantal gele kaarten Beker | Aantal 2× geel Beker | Aantal rode kaarten Beker | Wed T | Aantal doelpunten Totaal | Aantal gele kaarten Totaal | Aantal 2× geel Totaal | Aantal rode kaarten Totaal |
| ------------------------ | ----- | ---------------------------- | ------------------------------ | ------------------------- | ------------------------------ | ----- | ----------------------- | ------------------------- | -------------------- | ------------------------- | ----- | ------------------------ | -------------------------- | --------------------- | -------------------------- |
| Vytautas Andriuškevičius | 27    | 0                            | 6                              | 0                         | 0                              | 1     | 0                       | 0                         | 0                    | 0                         | 28    | 0                        | 6                          | 0                     | 0                          |
| Erik Bakker              | 27    | 5                            | 2                              | 0                         | 0                              | 3     | 0                       | 0                         | 0                    | 0                         | 30    | 5                        | 2                          | 0                     | 0                          |
| Martijn Barto            | 29    | 4                            | 1                              | 0                         | 0                              | 3     | 1                       | 0                         | 0                    | 0                         | 32    | 5                        | 1                          | 0                     | 0                          |
| Lucas Bijker             | 30    | 0                            | 4                              | 1                         | 0                              | 4     | 0                       | 0                         | 0                    | 1                         | 34    | 0                        | 4                          | 1                     | 1                          |
| Sinan Bytyqi             | 8     | 0                            | 0                              | 0                         | 0                              | 1     | 0                       | 0                         | 0                    | 0                         | 9     | 0                        | 0                          | 0                     | 0                          |
| Mart Dijkstra            | 11    | 0                            | 1                              | 0                         | 0                              | 1     | 2                       | 0                         | 0                    | 0                         | 12    | 2                        | 1                          | 0                     | 0                          |
| Wout Droste              | 16    | 0                            | 1                              | 0                         | 0                              | 2     | 0                       | 0                         | 0                    | 0                         | 18    | 0                        | 1                          | 0                     | 0                          |
| Michiel Hemmen           | 12    | 3                            | 0                              | 0                         | 0                              | 1     | 0                       | 0                         | 0                    | 0                         | 13    | 3                        | 0                          | 0                     | 0                          |
| Calvin Mac-Intosch       | 20    | 0                            | 1                              | 0                         | 0                              | 3     | 1                       | 0                         | 0                    | 0                         | 23    | 1                        | 1                          | 0                     | 0                          |
| Mohamed El Makrini       | 32    | 0                            | 5                              | 0                         | 0                              | 3     | 2                       | 0                         | 0                    | 0                         | 35    | 2                        | 5                          | 0                     | 0                          |
| Dejan Meleg              | 10    | 1                            | 0                              | 0                         | 0                              | 1     | 0                       | 0                         | 0                    | 0                         | 11    | 1                        | 0                          | 0                     | 0                          |
| Furdjel Narsingh         | 24    | 0                            | 0                              | 0                         | 0                              | 4     | 2                       | 0                         | 0                    | 0                         | 28    | 2                        | 0                          | 0                     | 0                          |
| Leonard Nienhuis         | 34    | 0                            | 1                              | 0                         | 0                              | 0     | 0                       | 0                         | 0                    | 0                         | 34    | 0                        | 1                          | 0                     | 0                          |
| Bartholomew Ogbeche      | 32    | 13                           | 8                              | 0                         | 1                              | 2     | 1                       | 0                         | 0                    | 0                         | 34    | 14                       | 8                          | 0                     | 1                          |
| Marlon Pereira           | 20    | 0                            | 1                              | 0                         | 0                              | 2     | 0                       | 0                         | 0                    | 0                         | 22    | 0                        | 1                          | 0                     | 0                          |
| Etiënne Reijnen          | 33    | 1                            | 7                              | 0                         | 0                              | 4     | 0                       | 0                         | 0                    | 0                         | 37    | 1                        | 7                          | 0                     | 0                          |
| Daniël de Ridder         | 21    | 2                            | 2                              | 0                         | 0                              | 2     | 0                       | 0                         | 0                    | 0                         | 23    | 2                        | 2                          | 0                     | 0                          |
| Mikhail Rosheuvel        | 14    | 3                            | 2                              | 0                         | 0                              | 1     | 0                       | 0                         | 0                    | 0                         | 15    | 3                        | 2                          | 0                     | 0                          |
| Albert Rusnák            | 17    | 4                            | 2                              | 0                         | 0                              | 2     | 0                       | 0                         | 0                    | 0                         | 19    | 4                        | 2                          | 0                     | 0                          |
| Bob Schepers             | 6     | 0                            | 0                              | 0                         | 0                              | 1     | 1                       | 0                         | 0                    | 0                         | 7     | 1                        | 0                          | 0                     | 0                          |
| Damiano Schet            | 3     | 0                            | 0                              | 0                         | 0                              | 2     | 0                       | 0                         | 0                    | 0                         | 5     | 0                        | 0                          | 0                     | 0                          |
| Donovan Slijngard        | 2     | 0                            | 0                              | 0                         | 0                              | 2     | 0                       | 1                         | 0                    | 0                         | 4     | 0                        | 1                          | 0                     | 0                          |
| Sebastian Steblecki      | 11    | 2                            | 0                              | 0                         | 0                              | 3     | 1                       | 0                         | 0                    | 0                         | 14    | 3                        | 0                          | 0                     | 0                          |
| Sander van de Streek     | 29    | 7                            | 2                              | 0                         | 0                              | 4     | 0                       | 0                         | 0                    | 0                         | 33    | 7                        | 2                          | 0                     | 0                          |
| Harm Zeinstra            | 2     | 0                            | 0                              | 0                         | 0                              | 4     | 0                       | 0                         | 0                    | 0                         | 6     | 0                        | 0                          | 0                     | 0                          |
| Eigen Doel               | 1     | 1                            | X                              | X                         | X                              | 0     | 0                       | X                         | X                    | X                         | 1     | 1                        | X                          | X                     | X                          |
| Totaal                   | 34    | 46                           | 46                             | 1                         | 1                              | 4     | 11                      | 1                         | 0                    | 1                         | 39    | 57                       | 47                         | 1                     | 2                          |